# Gurien
Gurien (georgisch გურია, Guria; vollständig გურიის მხარე, Guriis Mchare) ist eine Region Georgiens. Sie liegt im westlichen Teil des Landes und grenzt an das Schwarze Meer.

## Geografie
Gurien grenzt im Nordwesten an die Region Mingrelien, im Nordosten an die Region Imeretien, im Osten an die Region Samzche-Dschawachetien und im Süden an die Autonome Republik Adscharien. Sie hat eine Fläche von 2033 km² und 107.100 Einwohner (Stand: 2021). 2014 betrug die Einwohnerzahl 113.350.
Gurien umfasst drei Munizipalitäten (munizipaliteti), benannt nach ihren Verwaltungssitzen Lantschchuti, Osurgeti (zugleich Regionshauptstadt) und Tschochatauri.

## Geschichte
Gurien wird erstmals mit georgischen Namen Guria in einem georgischen Dokument aus 8. Jahrhundert erwähnt. Manche Wissenschaftler identifizieren den Namen und die Region selbst mit dem in urartäischen Quellen belegten eisenzeitlichen Königreich Guriana.
Seit der Entstehung des Königreichs Georgien aus Tao-Klardschetien und Egrisi-Abchasien Ende des 10. Jahrhunderts war Gurien ein Teil Georgiens. Auch während der Mongolenzeit gehörte Gurien zum westlichen, unabhängigen Georgien. Nach dessen Zerfall im 15. Jahrhundert wurde Gurien 1466 ein eigenständiges Fürstentum unter der Dynastie der Gurieli, Vasallen der Könige von Imeretien. Nach einem Angriff der Osmanen im 16. Jahrhundert wurde Gurien türkischer Vasall.
Den gurischen Fürsten Giorgi III. Gurieli (r. 1664–1684) und Mamia III. Gurieli (r. 1689–1714) gelang es, Könige von Imeretien zu werden. Während des 18. Jahrhunderts war Gurien mehrmals an den Bestrebungen Westgeorgiens beteiligt, sich von der osmanischen Vorherrschaft zu lösen. Dadurch verlor Gurien ganz Adscharien und Teile Niederguriens an das Osmanische Reich. Diese Gebiete wurden daraufhin stark islamisiert.
Fürst Mamia V. Gurieli akzeptierte am 19. Juni 1810 die russische Oberhoheit. Im Kaukasuskrieg kam es 1819/20 zu Aufständen, bis Gurien 1840 vom russischen Reich annektiert wurde. Ein weiterer Aufstand 1841 wurde brutal niedergeschlagen.
1902 führte ein Bauernaufstand zur Bildung der Gurischen Republik, die bis 1906 bestand.
1918 wurde Gurien Teil der Demokratischen Republik Georgien und ab 1921 gehörte es zur Sowjetunion. Seit dem Zerfall der Sowjetunion 1991 ist Gurien Teil Georgiens, die Region wurde 1995 geschaffen.

## Wirtschaft
Landwirtschaft mit subtropischen Gewächsen und der Tourismus sind wichtige Stützen der Wirtschaft. Außerdem gibt es wichtige Mineralwasserquellen sowie umfangreiche Teeplantagen.

## Persönlichkeiten
- Pawle Ingorokwa (1893–1990), Historiker und Philologe
- Kalistrate, georgisch-orthodoxer Patriarch
- Gabriel Kikodse, Bischof von Imeretien
- Eduard Schewardnadse (1928–2014), Präsident Georgiens 1995–2003
- Noe Schordania (1868–1953), georgischer Premierminister 1918–1921
- Ekwtime Taqaischwili (1863–1953), Historiker
- Dito Tsintsadze (* 1957), Regisseur